# Karl Krummacher (Maler)

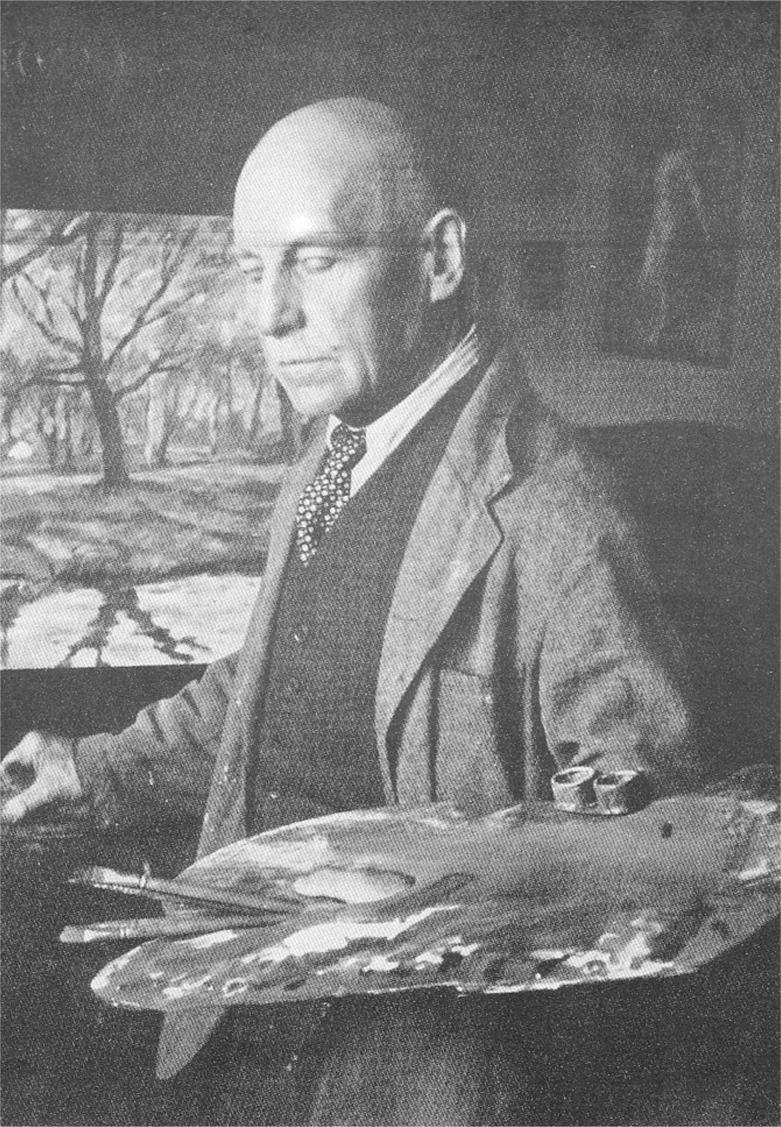
Karl Krummacher, 1953

Karl Krummacher (* 8. April 1867 in Elberfeld; † 20. Juni 1955 in Worpswede) war ein deutscher Maler des Impressionismus, aktiv in der Künstlerkolonie Worpswede.

## Leben
Karl Krummacher stammte aus einer sehr alten Ratsherren- und Pastorenfamilie aus Westfalen.  Sein Vorfahr Henrik (* 1534) war Ratsherr in Warendorf. Sein Vater Karl Emil Krummacher war reformierter Theologe, Pfarrer und Superintendent in Elberfeld. Seine Mutter stammte aus der wohlhabenden Bielefelder Familie Syberberg. Sie förderte die künstlerische Entwicklung ihres Sohnes.
Er war Zeitgenosse der Gründer der Künstlerkolonie Worpswede, die 1889 entstand. Mit einigen der „Alten Worpsweder“ studierte er von 1884 bis 1891 an der Kunstakademie Düsseldorf. Dort gehörte auch er der Studentenverbindung „Tartarus“ an, bei der er Fritz Mackensen und Otto Modersohn traf.
Später ging er nach München, er war in der sich rasch entwickelnden Kunstszene in München tätig. Darauf besuchte er die Kunsthochschule in Weimar. Auf Einladung seines Kommilitonen Fritz Mackensen besuchte er 1893 das Moordorf Worpswede, das durch das Teufelsmoor und seine bäuerliche Bevölkerung gekennzeichnet war. Krummacher zweifelte zunächst an seinem Talent als Maler und arbeitete als – recht viel gelesener – Schriftsteller und Kunstkritiker in Berlin.
Auf Anraten seines Freundes Carl Vinnen kehrte er 1899 endgültig nach Worpswede zurück. Er lebte in der ersten Zeit mit der jungen Familie bei Bauern auf dem „Begunenhof“. Als Maler erfolgreich geworden, konnte er das Haus von Fritz Overbeck am Hemberg im Dorf erwerben. Daneben blieb er schriftstellerisch aktiv, viele Artikel und Berichte aus seiner Wahlheimat wurden veröffentlicht.
Bis zu seinem Tod 1955 lebte er in Worpswede. Der liberale Demokrat gehörte viele Jahre dem dortigen Gemeinderat an. Zur Zeit des Nationalsozialismus verspottete er die örtlichen Nazigrößen und wurde verhaftet, aber auf Druck der Worpsweder bald wieder freigelassen.
Krummachers Malstil ist dem Impressionismus zuzuordnen, er war ein Kenner der französischen Impressionisten. Seine Motive wurden die Landschaft, aber besonders auch die Bauern und die „kleinen Leute“ aus Worpswede. Im Ort war er sehr beliebt, ging in den Häusern ein und aus, wobei viele bemerkenswerte Porträts entstanden. Mit allen Mitgliedern der Künstlerkolonie hegte er lange Freundschaften. Seine Tochter Gertrud war mit Otto Modersohns Tochter Elsbeth eng befreundet. Auch Heinrich Vogeler war mit seiner Familie häufiger Gast in Krummachers Haus.
Karl Krummacher überlebte die meisten Maler der Künstlerkolonie. Nur Fritz Mackensen († 1953) hat ihn noch lange begleitet. Das Familiengrab Krummacher liegt auf dem Friedhof der Zionskirche.
Anlässlich seines 50. Todestages im Jahre 2005 gab es eine umfangreiche Gedächtnisausstellung in der Worpsweder Kunstschau. Zu dieser Gelegenheit wurde das Buch: Karl Krummacher, ein Worpsweder Impressionist von seiner Enkelin Uta Hosenfeld, von seiner Tochter Annemarie und Wilm Hosenfeld, veröffentlicht.

## Ehrungen
- Bundesverdienstkreuz 1. Klasse (26. Mai 1954)
- Karl-Krummacher-Weg in Worpswede[1]

## Werke
Gemälde:
- Die Kartenspieler (Familienbesitz)
- Birken in Worpswede
- Worpswede im Winter
- Zionskirche vom Westen